# Staying Alive
A Staying Alive című lemez a Bee Gees együttes diszkográfiájának harmincadik nagylemeze. Az album Sylvester Stallone Életben maradni (1983) című filmjének zenéje. A lemez A oldalán a Bee Gees együttes számai szerepelnek.

## Az album dalai
Az A oldal összes dalát a Bee Gees tagjai írták.
A oldal
1. The Woman In You" (Barry, Robin és Maurice Gibb) – 4:04
2. I Love You Too Much" (Barry, Robin és Maurice Gibb) – 4:28
3. Breakout" (Barry, Robin és Maurice Gibb) – 4:43
4. Someone Belonging To Someone" (Barry, Robin és Maurice Gibb) – 4:25
5. Life Goes On" (Barry, Robin és Maurice Gibb) – 4:25
6. Stayin' Alive" (Barry, Robin és Maurice Gibb) – 1:33

B oldal
1. Far From Over (Frank Stallone-Vince DiCola) – Frank Stallone – 3:56
2. Look Out For Number One (Bruce Stephen Foster-Tom Marolda) – Tommy Faragher – 3:19
3. Finding Out The Hard Way (Frank Stallone- Roy Freeland) – Cynthia Rhodes – 3:34
4. Moody Girl (Frank Stallone, Vince DiCola, Joe Bean Esposito) – Frank Stallone – 4:06
5. (We Dance) So Close To The Fire (Randy Bishop-Tommy Faragher) – Tommy Faragher – 3:44
6. I'm Never Gonna Give You Up (Frank Stallone, Vince DiCola, Joe Bean Esposito) – Frank Stallone & Cynthia Rhodes – 3:30

## A számok rögzítési ideje
1983. február és március, Middle Ear, Miami Beach
A filmhez még egy dalt rögzítettek River of Souls címmel (Barry, Robin és Maurice Gibb), de a filmbe sem került be a dal, és a későbbiekben sem adták ki.

## Közreműködők
- Barry Gibb – ének, gitár
- Robin Gibb – ének
- Maurice Gibb – ének
- George Bitzer – zongora, szintetizátor
- Albhy Galuten – szintetizátor
- George Terry – gitár
- Harold Cowart – basszusgitár
- Tim Renwick – gitár
- Ron Ziegler -dob
- Boneroo Horns (Peter Graves, Neil Bonsanti, Bill Purse, Ken Faulk, Whit Sidener, Stan Webb): – rézfúvósok
- David Sanborn – szaxofon
- Producerek: Bee Gees, Karl Richardson, Albhy Galuten, Johnny Mandel, Tom Marolda, Randy Bishop, Frank Stallone, Stewart Levine
- Előadók: Bee Gees, Cynthia Rhodes, Tommy Faragher, Frank Stallone

## A nagylemez megjelenése országonként
- Argentína RSO 27015 1983
- Brazília RSO 813 269-1 1983
- Belgium RSO 813 269-1 1983
- Egyesült Királyság RSO RS BG 003 1983
- Franciaország RSO 813 269-1 1983
- Hollandia RSO 813 269-1 1983
- India RSO 813 269-1 1983
- Japán Polydor MW-0035 1983 CD: Polydor POCP2006 1991, Polydor POCP2408 1995
- Kanada RSO 310-2 1983
- Koreai Köztársaság Sung Eum SEL-RG 664 1983
- Németország RSO 813 269-1 1983
- Svájc 1983 RSO 813 269-1 1983

## Az album dalaiból megjelent kislemezek, EP-k
- Life goes on / Breakout Japán RSO DW 0034 1983
- Someone belonging to someone / I love you too much (instrumental) Egyesült Államok RSO 815 235-7 1983, Egyesült Királyság RSO 96 1983, Fülöp-szigetek RSO 873 107 1983, Hollandia RSO 815 235-7 1983, Japán RSO DW 0032 1983, Németország RSO 815 235-7 1983, Új-Zéland RSO 815 235-7 1983
- The woman in you / Stayin' alive (1977 version) Ausztrália RSO 813 173-7 1983, Belgium RSO 813 173-7 1983, Brazília RSO 813 173-7 1983, Egyesült Királyság RSO 93 1983, Hollandia RSO 813 173-7 1983, Japán RSO 7DW 0029 1983, Németország RSO 813 173-7 1983, Svájc RSO 813 173-7 1983
- The woman in you / Saturday night mix Ausztrália RSO 813 269 1983, Mexikó RSO 3063 1983
- The woman in you / The woman in you Egyesült Államok RSO PRO 209 promo 1983

## Eladott példányok
A Staying Alive című lemezből a világ országaiban 4,5 millió példány (ebből Amerikában 1,5 millió, Japánban 375 ezer, Kanadában 175 ezer) került értékesítésre.

## Number One helyezés a világban
- Stayin' Alive: Ausztrália, Chile, Dél-afrikai Köztársaság, Egyesült Államok, Franciaország, Hollandia, Mexikó, Olaszország, Svájc, Új-Zéland